# Jana Semerádová
Jana Semerádová (* 19. září 1975) je česká flétnistka, hudební dramaturgyně a umělecká vedoucí souboru barokní hudby Collegium Marianum.

## Studia a činnost
V letech 1990–1996 vystudovala hru na příčnou flétnu na  Státní konzervatoři v Praze ve třídě profesora Jana Riedlbaucha. Stala se tam zakládající členkou Dechového kvinteta Pražské konzervatoře, které koncertovalo v Evropě i v USA. Absolvovala studijní pobyt v Biringhamu.
Dále v letech 1995-1998 studovala na Filozofickou fakultu Univerzity Karlovy v Praze muzikologii, soustředila se v ní na teorii a provozovací praxi staré hudby. 
Svá studia v letech 1997-1999 zakončila na Královské konzervatoři v Haagu ve třídě Wilberta Hazelzeta.

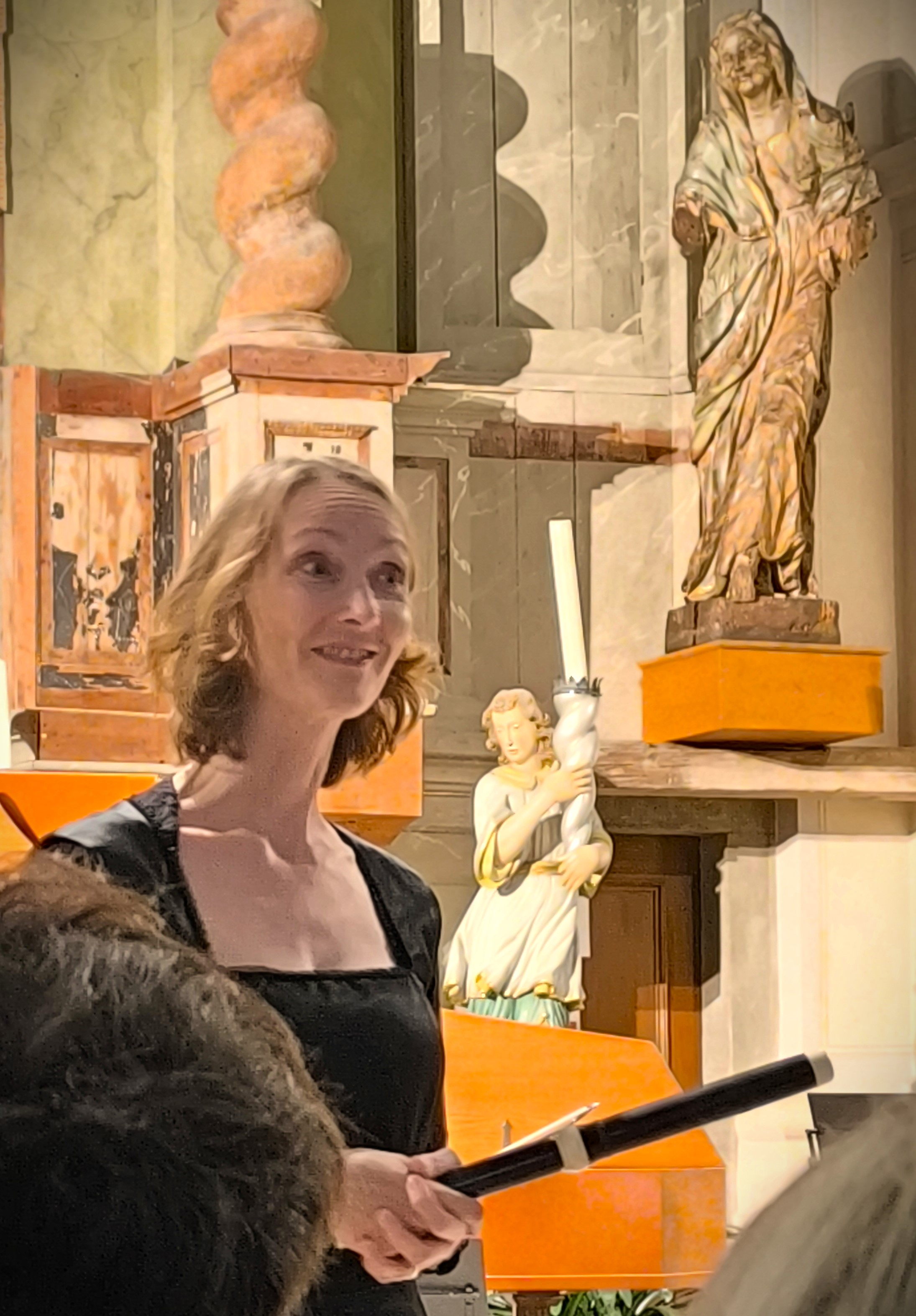
Jana Semerádová při koncertě v Ostrově nad Ohří 27.4.2024

Od roku 1999 je uměleckou vedoucí pražského souboru barokní hudby Collegium Marianum a dramaturgyní koncertního cyklu Barokní podvečery.
V letech 2008–2011 vyučovala hru na barokní příčnou flétnu (traverso) na Univerzitě Karlově v Praze. a vede interpretační kurzy.

## Ocenění
- Je držitelkou třetí ceny na mezinárodní soutěži historických dřevěných dechových nástrojů Telemann-Wettbewerb v Magdeburgu  z roku 2003.
- Je laureátkou soutěže 16. Grosser Förderpreiswettbewerb v Mnichově z roku 2003.
- Za šíření francouzské barokní hudby a kulturního dědictví Francie byla dne 4. prosince 2024 oceněna Francouzským Řádem umění a literatury (Ordre des Arts et des Lettres) v hodnosti Rytíř.[3]